# Briedy
Briedy (ros. Бреды) – osiedle w Rosji, w obwodzie czelabińskim, ośrodek administracyjny rejonu briedińskiego. W 2021 liczyło 8792 mieszkańców.